# Stenogobius blokzeyli
Stenogobius blokzeyli är en fiskart som först beskrevs av Bleeker, 1861.  Stenogobius blokzeyli ingår i släktet Stenogobius och familjen smörbultsfiskar. Inga underarter finns listade i Catalogue of Life.